# Juan Vicente Gómez

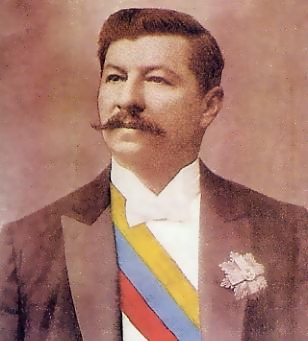
Juan Vicente Gómez (1911))

Juan Vicente Gómez Chacón (La Mulera, 24 juli 1857 - Maracay, 17 december 1935) was een president van Venezuela.
Gómez was drie maal officieel staatshoofd van Venezuela. De eerste maal in de periode van 19 december 1908 tot 13 augustus 1913. Hij werd in 1913 opgevolgd door José Gil Fortoul. Pas in 1922 werd hij voor de tweede maal president, alhoewel hij in de tussentijd de facto leider was. Hij hield zijn positie tot mei 1929, opgevolgd door Juan Bautista Pérez. Van 13 juni 1931 tot 17 december 1935 was hij voor de laatste maal zittend president, tot aan zijn dood. Hierna werd hij opgevolgd door Eleazar López Contreras.